# Arthur Taxier
Arthur Taxier (* 19. Januar 1951 in Glasgow, Schottland) ist ein britischer Schauspieler.

## Leben
Taxier begann seine Karriere 1980 mit einer kleinen Nebenrolle in der US-amerikanischen Fernsehproduktion Hauch des Todes. In den 1980er Jahren hatte er Gastauftritte in zahlreichen erfolgreichen Fernsehserien, wie Knight Rider, Simon & Simon, Das A-Team, Remington Steele und Trio mit vier Fäusten. Von 1984 bis 1985 spielte er die wiederkehrende Nebenrolle des Mike Harris in Falcon Crest, zwischen 1982 und 1987 war er als Lt. Jim Shipman in 18 Folgen von Polizeirevier Hill Street zu sehen. Eine weitere wiederkehrende Rolle hatte er 1983 bis 1988 in Chefarzt Dr. Westphall als Dr. Morton Chegley. Seine bekannteste Fernsehrolle spielte er zwischen 1988 und 1991 neben Gary Cole in Der Nachtfalke, wo er in 61 Folgen Lt. Carl Zymak darstellte. Seine Fernsehkarriere dauerte bis Anfang der 2000er Jahre an.
Taxier spielte auch in einer Reihe Hollywoodproduktionen, jedoch zumeist in untergeordneten Nebenrollen wie in Der Falke und der Schneemann und The Mexican. Eine etwas größere Nebenrolle hatte er 2001 im Filmdrama Donnie Darko als Dr. Don Fisher.

## Filmografie (Auswahl)

### Fernsehen
- 1981: M*A*S*H
- 1982: Lou Grant
- 1982–1987: Polizeirevier Hill Street (Hill Street Blues)
- 1983: Knight Rider
- 1983: Simon & Simon
- 1983–1988: Chefarzt Dr. Westphall (St. Elsewhere)
- 1984: Cagney & Lacey
- 1984: Das A-Team (The A-Team)
- 1984–1985: Falcon Crest
- 1985: Das Model und der Schnüffler (Moonlighting)
- 1985: T.J. Hooker
- 1986: Remington Steele
- 1986: Trio mit vier Fäusten (Riptide)
- 1987: 21 Jump Street – Tatort Klassenzimmer (21 Jump Street)
- 1988–1991: Der Nachtfalke (Midnight Caller)
- 1994: Matlock
- 1995: Melrose Place
- 1998: Akte X – Die unheimlichen Fälle des FBI (The X-Files)
- 1998: From the Earth to the Moon
- 2001: Practice – Die Anwälte (The Practice)
- 2001: Six Feet Under – Gestorben wird immer (Six Feet Under)

### Film
- 1981: Kein Mord von der Stange (Looker)
- 1981: Meine liebe Rabenmutter (Mommie Dearest)
- 1982: Making Love
- 1984: Eine starke Nummer (No Small Affair)
- 1985: Der Falke und der Schneemann (The Falcon and the Snowman)
- 1986: Überfall im Wandschrank (Monster in the Closet)
- 1993: Stage Fright – Eine Gurke erobert Hollywood (The Pickle)
- 2001: Donnie Darko
- 2001: The Mexican
- 2003: Old School – Wir lassen absolut nichts anbrennen (Old School)